# マンドレイク (バンド)
マンドレイク(MANDRAKE)は、日本のプログレッシブ・ロックバンド。ニュー・ウェイヴバンドであったP-MODELの前身にあたる。

## 来歴

### 結成～初期
1972年、平沢進と安部文泰により前身のバンドが結成される。翌年、メンバー募集に田中靖美と田井中貞利が応じマンドレイクとして結成。当初はHR/HMバンドをイメージしており、結成1週間で既にブラックサバス5曲を完コピする程の実力を持っていた。
最初のオリジナル曲を制作していたある日、安部がリハーサルにバイオリンを持ち込んだことからプログレへ転向。こうして生まれた曲「錯乱の扉」は20分弱に及ぶ大作となった。初ライブは立教大学の学園祭で行われたが、ヴォーカルパートの直前でステージにゴミ箱が投げ込まれ演奏中止に追いやられた。
『unreleased materials vol.1』収録の「錯乱の扉」はこの時期の音源であり、（音質は悪いながら）安部のヴォーカルと生ヴァイオリン、田中のベースを聴くことができる。

### パートチェンジ、中期
ある日突然安部が失踪。これをきっかけにメンバーはテコ入れを決行し、平沢がヴォーカルを兼任、田中がキーボードに配置替えとなる。空いたベースは東京デザイナー学院で平沢のクラスメイトだった関弘美を迎えた。
この頃はライブ活動も積極的に行っていたが、多くがフュージョンバンドとの共演であり、一度ワンマンライブを行ったら客が3人しかおらず出禁を喰らうなど不遇の時代が続いていた。
関は卒業と同時に新潟に帰り、ライブやリハーサルの度に上京していたがそのうち現れなくなった。

### 後期～解散、P-MODELへ
関の後任としてプログレバンド「破天荒」のベースで、新●月のメンバーとも親交のあった阿久津徹が加入。
この頃、平沢の実兄である平沢裕一率いる演出チーム「ディバイス・マンドラゴラ」が結成される。高価な機材を安く手に入れることに成功したこともあり、金持ちバンドとして見られていた。
この時期にはレコードデビューの話が持ち上がっていたが、メンバーはセックス・ピストルズの台頭を知りプログレの終焉を予感し、ニューウェーブバンドへの模索を始める。それまで披露していた大作主義からも脱却し、後にP-MODELのナンバーとなるニュー・ウェイヴやパンク・ロック的手法を用いた曲を演奏するようになる。
1978年、平沢はシンセサイザーのデモ演奏のアルバイトに応募し、後に平沢ソロ作品にも参加した神尾明朗と知り合う。彼の勧めで週刊プレイボーイのシンセサイザー多重録音コンテストに応募し、作品「いりよう蜂の誘惑」が審査委員であった冨田勲の称賛を受けて入賞。アルバム『SYNTHETIC SPACE　恐るべき頭脳集団』に収録されメジャーリリースされた。
その後、平沢と田中は田崎和隆率いるバッハ・リヴォリューションに参加し、その伝手でモーグ・シンセサイザーが置いてある東京のとある一室で二人はクラシック曲や日本の童謡のテクノアレンジに挑戦する。このセッションは後に『配線上のアリア』として発表された。同時期にYAMAHAのシンセサイザー教室の講師の仕事を得、折茂昌美や後にP-MODELメンバーとなる菊池達也、隣のピアノ教室に通っていた、同じくメンバーとなる三浦俊一と出会うきっかけとなる。
1978年12月に行われたラストライブでは前半にプログレ曲、後半にニューウェーブ曲を演奏するなどこれからのP-MODELの活動を暗示する演出がなされ、秋山も演出に参加していた。
1979年1月1日解散。プログレへの未練から阿久津が離れ、秋山を迎えて同日にP-MODELを結成した。

### その後
- 1985年、レコード『飾り窓の出来事』がインディーズレーベルより発売。1978年に録音されたブートレグとなっている。
- 1988年前後、平沢ソロの為の習作として、KORG M1を用いて「飾り窓の出来事パート2」のレコーディングが行われた。この音源は『unreleased materials vol.1』に収録されている。
- 1994年、アルバム『配線上のアリア』発売。平沢進・田中靖美名義で発売されたが、P-MODEL結成前夜にちなみ副題として「Pre P-MODEL」と名付けられている。
- 1997年、当時のスタジオデモ・ライブ録音などをまとめた発掘音源集『unreleased materials』が発売された。ディスクユニオンでは購入特典としてブックレット『錯乱の扉』上・下巻が貰えた。
- 2006年2月2日、平沢ソロ10thアルバム『白虎野』の発売に併せてTESLAKITEレーベルで『unreleased materials』のリマスター盤が発売された（デザインや「錯乱の扉」の回顧録部分がブックレットに収録されているなど一部仕様が異なる）。

## 音楽的特徴
後のプログレッシブ・メタルにも似た、プログレッシブ・ロックの重厚長大な展開とブラックサバスなどのHR/HM的構成の両者を取り入れたサウンドが特徴。後期はモーグ・シンセサイザーを大きくフィーチャーし、一部の楽曲ではクラウト・ロック風のシークエンスパートも存在する。
また当時のプログレが積極的に行っていた即興演奏の類は行っていない。これについて平沢は「田中が即興演奏を嫌ったから」と発言しており、田中自身も「即興で何かやるという発想はないので」と後年語っている。

## エピソード
- 結成時より「パート不問」の伝統がある。オリジナルメンバーは田井中以外全員ギタリストであり、初日のギターバトルで配置替えされた。この伝統はP-MODELにも引き継がれている。
- 関は平沢と出会った時点ではキャロルのファンでありプログレなど全く知らなかったが、平沢がロック喫茶でピンク・フロイドの「原子心母」を聴かせ洗脳した。彼もギタリストだった。
- 阿久津の加入と同時期に新●月が結成されており、阿久津を介してバンドぐるみで多く交流を持っていた。
- マンドレイク時代の機材は紫や金で塗られていたが、P-MODELに移行する際に全て黄色やピンクなどのカラーリングを施されている。P-MODELが結成直後から売れ出したことに対して平沢は「楽器をピンクに塗っただけでこのザマかと」と発言している。

## メンバー
| - 初期 - 安部文泰:Vocal, Violin - 平沢進:Guitar - 田中靖美:Bass - 田井中貞利:Drums | - 中期 - 平沢進:Vocal, Guitar - 田中靖美:Keyboards - 関弘美:Bass - 田井中貞利:Drums | - 後期 - 平沢進:Vocal, Guitar - 田中靖美:Keyboards - 阿久津徹:Bass - 田井中貞利:Drums |

## 作品

### アルバム
- 飾り窓の出来事 （1985年）
飾り窓の出来事パート1 / 飾り窓の出来事パート2
インディーズレーベルから発売されたブートレグ盤。
1978年に吉祥寺・DACスタジオ801にて行われたライブの音源から抜粋されている。
- unreleased materials vol.1 （1997年3月25日、2006年2月2日再発）
飾り窓の出来事 / 終末の果実 / 犯された宮殿 / 錯乱の扉
- unreleased materials vol.2 （1997年5月21日、2006年2月2日再発）
Mandragora / Tales from pornographic ocean / 流れの果てに / いりよう蜂の誘惑

### 参加作品
- SYNTHETIC SPACE　恐るべき頭脳集団 （Various Artists　1978年）
　平沢作曲の「いりよう蜂の誘惑」収録
- No Warning （The Bach Revolution　1978年）
平沢、田中がレコーディング参加
- Synthesizer Study （The Bach Revolution　1978年）
後期メンバー全員がレコーディング参加
- ロック＆キーボード'79シンセサイザー附録レコード （バッハ・リヴォリューション＆平沢進　1978年）
エイプリル出版『ロック＆キーボード'79』付録、平沢作曲の「ダミーの策略」収録
- PRO-WRESTLING SUPER FIGHTER'S THEMES （Various Artists　1979年)
平沢と田中が演奏した「吹けよ風、呼べよ嵐」、「チャイニーズ・カン・フー」収録

### 主な未発表曲
- 飾り窓の出来事パート1

インストゥルメンタル。2分強のものと5分強のものがある（違いは、中間部のキーボードソロの有無）。
『unreleased materials vol.1』収録の「飾り窓の出来事」は本来「パート2」として披露されていた。
「パート1」とはあるが「パート2」と密接な関係にあるわけではなく、ライブでも、それぞれ独立した曲として演奏されていた。
1985年にはインディーズレーベルより1978年録音のブートレグとして「飾り窓の出来事パート1 / パート2」が発売された。
- 夜になったら

ライナーノーツにのみに記述のあるバラード調の曲。
平沢に失敗作と見なされ、公開の許可が下りず『unreleased materials』には未収録となっている。
- 錯乱の扉（日本語バージョン）

平沢がヴォーカルも兼任するようになってから制作された。主要な歌詞が日本語化され、アレンジも変更されている。
- 奇妙なタマゴ

P-MODELの「LOOPING OPPOSITION」の原曲とされる楽曲。
P-MODELとなった後、大幅に構成と歌詞を変え「Lesson1000」としてライブで披露された後、1984年に「LOOPING OPPOSITION」と再度改題と大幅にリアレンジされて『SCUBA』に収録された。
- 異邦人

後期に制作された楽曲。
P-MODEL結成後もライブでのレパートリーとして披露されていたが、「ピンク盤にはハードすぎる」として1stでの収録を見送られ、リアレンジを経て2ndアルバム『LANDSALE』に収録された。
2nd収録のヴァージョンとはヴォーカル・パートのメロディが大きく異なる。
- 美術館で会った人だろ
- Health Angel
- ルームランナー
- 子供たちどうも
- 偉大なる頭脳
- ホワイト・シガレット

これら全て後期に制作された楽曲。リアレンジされてP-MODELのファースト・アルバムIN A MODEL ROOMに収録された。
「偉大なる頭脳」は「錯乱の扉」のイントロ部分のアレンジとなっている。

## 書籍
- 錯乱の扉1・2（1997年3月25日、5月21日）
「unreleased materials」通販特典。当時の回顧録とインタビューを収録。回顧録部分は再発盤ブックレットにも収録されている。